# Radio Renașterea
Radio Renașterea este un post de radio religios destinat creștinilor ortodocși, un radio pentru cei mai spirituali dintre ascultători, aflat sub patronajul Arhiepiscopiei Ortodoxe Române a Vadului, Feleacului și Clujului, a luat ființă în anul 1999 în Cluj-Napoca. A luat naștere din dorința bisericii de a promova valorile creștine, adresându-se tuturor categoriilor de vârstă. A luat ființă la inițiativa Înaltpreasfințitului Arhiepiscop Bartolomeu Anania, aflându-se sub patronajul Arhiepiscopiei Ortodoxe Române a Vadului, Feleacului și Clujului. Acesta poate fi ascultat pe frecvența 91 MHz/FM stereo în Cluj-Napoca și în Bistrița pe 102 91 MHz/FM transmisia făcându-se 24 de ore din 24, iar din 1 mai 2004 și pe internet la adresa www.radiorenasterea.ro.

## Evoluție
La cinci ani de la prima emisie, în 1 mai 2004, Radio Renașterea începe să transmită live și pe internet, la adresa www.radiorenasterea.ro. Cu această ocazie la Cluj-Napoca s-a desfășurat un program ce a inclus colocvii, spectacole și recitaluri muzicale. În data de 26 aprilie 2004, după cum informează Trinitas.ro, a fost Ziua Porților Deschise. A avut loc o întâlnire cu reprezentanți ai radiourilor ortodoxe din România, sub genericul "Radioul Creștin Ortodox". Miercuri, 28 aprilie, a avut loc o întâlnire cu reprezentanții radiourilor din Cluj-Napoca, un spectacol pentru adolescenți sub genericul "Pururi Tânăr" și un spectacol susținut de Ioan Bocșa. Joi s-a desfășurat recitalul poeților clujeni, precum și un spectacol folcloric intitulat "Acasă la creștini". Vineri, 30 aprilie, a avut loc spectacolul aniversar "Radio Renașterea - 5 ani de emisie" la Opera Națională din Cluj, iar ziua de sâmbătă, 1 mai, a început cu Sfânta Liturghie Arhierească ce se s-a oficiat la Paraclisul Seminarului Teologic Ortodox, cu participarea Înaltpreasfințitului Arhiepiscop Bartolomeu Anania, după care s-a făcut o sfeștanie la sediul Radio Renașterea, moment în care s-a lansat emisia acestui post de radio pe Internet. 
Începând cu anul 2005 acest post poate fi recepționat și la Bistrița pe frecvența 102 MHz/FM. „Radio Renașterea este cel mai modern mijloc mass-media prin care Arhiepiscopia noastră desfășoară o activitate misionară cu totul specială și participă, în modul său propriu, la revigorarea morală a societății, la transmiterea de informații religioase de larg interes, la educarea prin muzica bună. Principala dimensiune a acestui radio este cea formativă, o caracteristică de bază a tuturor emisiunilor, pe care le propunem acum ascultătorilor din municipiul Bistrița” , au declarat într-un comunicat de presă reprezentanți ai  Arhiepiscopiei, cu ocazia lansării postului de radio și în Bistrița.
Redacția postului de radio se află în Cluj-Napoca, la adresa P-ța. Avram Iancu, nr. 18, în clădirea Arhiepiscopiei Ortodoxe Române a Vadului, Feleacului și Clujului.
Din anul 2019 programele postului de radio Renașterea pot fi ascultate și în zona Huedinului și în împrejurimi, până în județul Sălaj, pe frecvența 99.1 MHz.
Radio Renașterea se află în strânsă legătură cu revista Renașterea, care apare lunar la Cluj și se află de asemenea sub patronajul Arhiepiscopiei Ortodoxe Române a Vadului, Feleacului și Clujului. Revista a apărut pentru prima dată în 1919 sub numele ,,Foaia bisericească”, ajungând în prezent să-i aibă ca redactori pe Pr. Ioan Pintea, Miron Scorobete, Radu Preda, Pr. Ștefan Iloaie, Maria-Elena Ganciu, Nicoleta Palimaru, Pr. Cătălin Palimaru și Pr. Grigore Dinu Moș. Această revistă are același scop ca și postul de radio, și anume acela de a ,,promova și prelungi misiunea Bisericii în dubla sa dimensiune: religioasă și culturală.”  Arhivat în 25 martie 2010, la Wayback Machine.

## Organigramă
Redacția postului Radio Renașterea este condusă de director Arhid. Dan Văscu.
Departamentul teologic
-	Preot Cătălin Pălimaru
-       Preot Liviu Vidican-Manci
Departamentul cultural
-	Elena Chircev
-	Vasile Tomoiagă
-	Doina Dejica
-	Maria Leșe
-       Andrei Paștiu
Departamentul social
-	Cosmin Vele
-	Simona Vlasa
-	Mihai Tătaru
-	Mihai Bogdan
-       Ciprian Tehei
Departamentul știri
-	Andreea Pâgleșan
Departamentul tehnic
-	Viorica Flueraș
-	Emil Metea
Colaboratori
- PS Teofil Roman
- Arhim. Dumitru Cobzaru
- Pr. prof. dr. Ioan Chirilă
- Pr. prof. dr. Stelian Tofană
- Pr. prof. dr. Valer Bel
- Pr. conf. dr. Ștefan Iloaie
- Pr. lect. dr. Ioan Bizău
- Pr. dr. Petru Ioan Ilea
- Dumitru Curura
- Pr. Alexa Chira
- Pr. Mihai Pop 
- Pr. Dumitru Boca
- Traian Trica

## Grila de programe
Radio Renașterea este un post cu caracter religios, având ca scop dublarea misiunii bisericii creștine ortodoxe de a promova aspectele religioase și culturale ale societății contemporane.
Programele difuzate se adresează tuturor categoriilor de vârstă. Predomină emisiunile cu caracter muzical, care ocupă aproximativ 44% din spațiul de emisie. Printre genurile muzicale difuzate se regăsesc muzica religioasă, cea simfonică și cea ambientală, însă nu sunt uitate nici romanțele și folclorul.
În ceea ce privește grila de programe, fiecare zi începe cu „Rugăciunile dimineții” la ora 6.00 a.m. și se încheie cu emisiunea „Rugăciunile serii”, care se difuzează începând cu ora 22.40. În intervalul dintre ora 23 și ora 6 a.m. , în cadrul emisiunii „Liniștea nopții” se difuzează doar muzică clasică.
Emisiunile difuzate de postul Renașterea se pot clasifica astfel:

### Emisiuni cu caracter religios
Cuvântul vieții – se citesc zilnic pasaje din ,,Sfânta Scriptură” și ,,din Viețile Sfinților”
Atelier biblic – sunt dezbătute diverse teme cu caracter teologic
În umbra legii - emisiune în care sunt abordate teme preluate din Vechiului Testament, invitat permanent fiind Pr.Prof.Univ.Dr. Ioan Chirilă, decanul Facultății de Teologie Ortodoxă din Cluj-Napoca.

### Emisiuni cu caracter cultural
Agenda culturală – sunt prezentate evenimente culturale care au loc atât în Cluj cât și în Bistrița
Cultura în actualitate
File de Acatist

### Emisiuni cu caracter social
Universitaria – se adresează studenților, prezentând actualitetea studențească sub formă de știri, reportaje, sau rubrici de larg interes universitar.
A doua șansă – emisiune pentru persoane cu deficiențe, având ca scop îmbunătățirea comunicării cu acestea și acceptarea lor în societate.
Dăruind vei dobândi – tratează acțiunile organizațiilor non-guvernamentale, fiind realizată in colaborare cu instituții de caritate

### Emisiuni cu caracter muzical

#### Muzică clasică
Liniștea nopții
Clasică
Discul de duminică
Romanțe
Deschide, deschide fereastra

#### Folclor
Arhiva de folclor
Dor de la izvor

### Emisiuni informative
Știri
Radiojurnal
Ceasurile dimineții (matinal)
Post Meridian Magazin (informații + muzică)

### Transmisiuni în direct
De asemenea, pe lângă aceste programe, săptămânal au loc transmisiuni în direct ale slujbelor care se țin la Catedrala Mitropolitană din Cluj-Napoca ( Sfânta Liturghie – în fiecare Duminică și în sărbători de la ora 10.00; Privegherea - în fiecare sâmbătă și în ajunul sărbătorilor de la ora 18.00 și Vecernia - în fiecare Duminică și în sărbători de la ora 18.00 ).
La aniversarea a cinci ani de emisie, Părintele Arhiepiscop Bartolomeu Anania a afirmat ceva ce poate fi susținut și astăzi: „Departe de a fi un lux Radio Renașterea este o trebuință. După 5 ani de activitate, timp în care audiența a crescut de la o săptămână la alta și de la zi la zi, suntem îndreptățiți să credem că el răspundea de fapt unui orizont de așteptare: pe de o parte, pătrunderea Cuvântului lui Dumnezeu în casa omului, pe de alta, refacerea simbiozei dintre cult și cultură.”  Arhivat în 25 martie 2010, la Wayback Machine.